# Среднеевропейский лесной кот
Среднеевропейский лесной кот, или среднеевропейская лесная кошка, или европейский лесной кот (лат. Felis silvestris silvestris) — подвид лесного кота рода кошки, хищное млекопитающие из семейства кошачьих. В ревизии таксономии, принятой в 2017 году, в Международной Красной книге МСОП (2015 год), обозначен как подвид широко распространённого вида «лесной кот» (лат. Felis silvestris).

## Описание

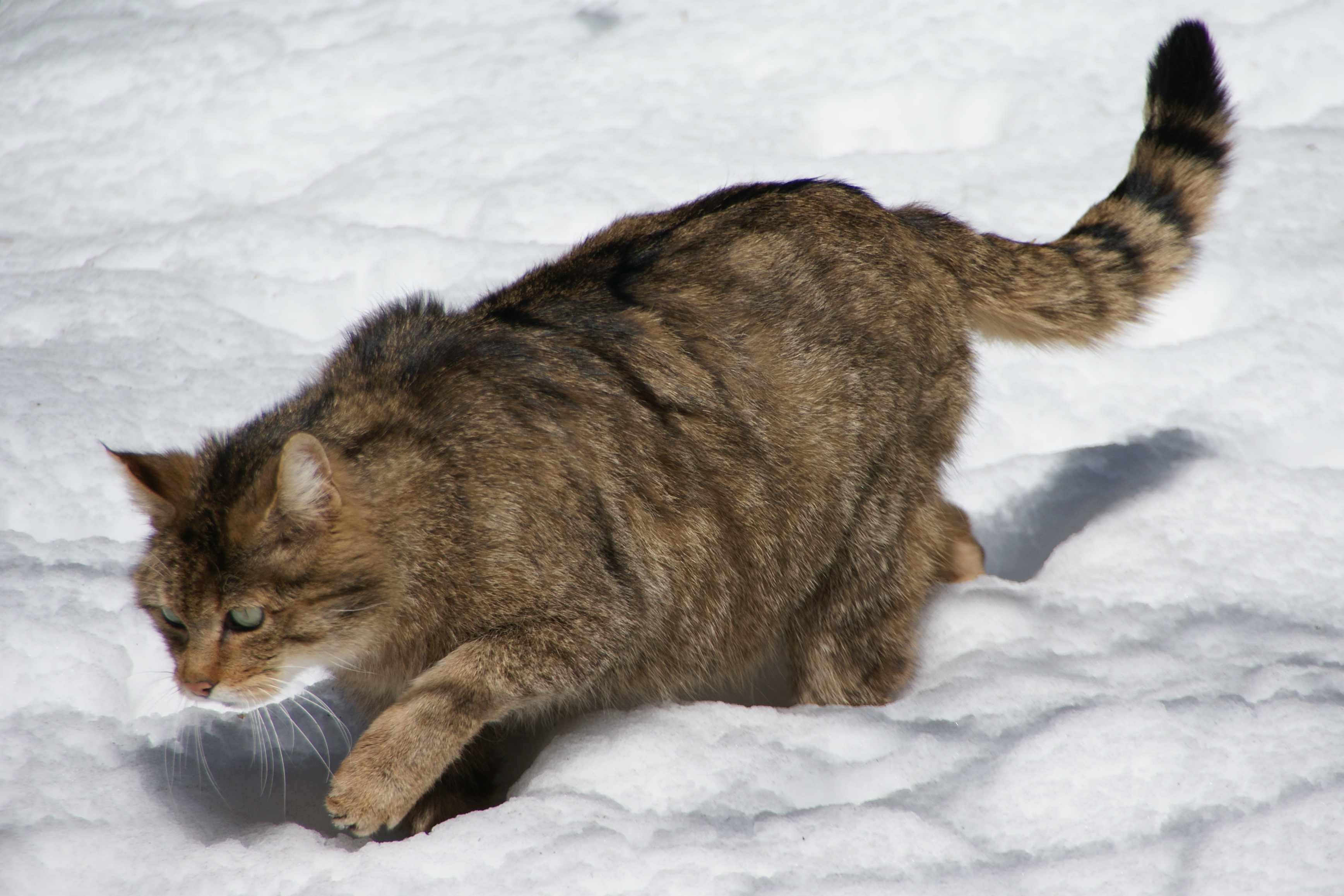
Европейский лесной кот в Баварском национальном парке

Среднеевропейская лесная кошка крупнее, чем степная или домашняя кошка, имеет более высокий мех. По внешнему виду очень похожа на домашнюю кошку, но отличается от неё более крупными размерами и окраской — серого, дымчатого или коричневого цвета, тёмными полосами вдоль хребта, более однородной (без полос) и светлой окраской меха на боках, более коротким и толстым пушистым хвостом с многочисленными поперечными кольцевыми полосами и тёмной, как бы обрубленной, кисточкой (у домашних кошек окраска может быть самого разного цвета, полосы вдоль хребта чаще всего отсутствуют, окраска меха на боках — произвольного цвета, хвост тонкий и заострённый на конце произвольной окраски). Срок беременности составляет от 63 до 68 дней, обычно рождаются от 2 до 4 котят.
В основном питается мышевидными грызунами и другими мелкими млекопитающими. При удобном случае может также питаться птицами, рептилиями, земноводными и насекомыми, в Западной Европе — дикими кроликами.

## Ареал и места обитания
Встречается в ряде европейских стран (на Кавказе обитает другой подвид). Дикие кошки были распространены в эпоху плейстоцена. Когда лёд отступал, они начали приспосабливаться к жизни в густом лесу.
Зоолог и охотовед Леонид Сабанеев писал, что в средневековой Испании мех пиренейской дикой кошки (подвида гигантской иберийской) издавна употреблялся на опушку плащей и платьев придворной знати, а также для изготовления высшего сорта пергамента, так называемого «кошачьего», на котором, к примеру, были записаны фуэросы Наварры.
В XIX — начале XX века почти исчезли в Европе из-за уничтожения естественной среды обитания в результате человеческой деятельности, но позже сумели адаптироваться к жизни в окультуренных ландшафтах. Исследования показали, что для их постоянного обитания и размножения нужны лесные массивы или кустарниковые заросли площадью не менее 100 га на 1 особь. Могут, при необходимости, переплывать даже крупные реки, такие как Рейн. 
С конца XX века в большинстве европейских стран они снова стали очень редкими из-за скрещивания с одичавшими домашними кошками, передачи инфекций от одичавших кошек, гибели на дорогах, конкуренции за добычу и территорию с одичавшими домашними кошками.
В Шотландии, из-за скрещивания с одичавшими домашними кошками, популяция среднеевропейской лесной кошки считается нежизнеспособной. Но восточные популяции на Украине, в Молдавии, в Карпатах почти не скрещиваются с домашними кошками. Неизвестно, как именно скрещивание влияет на замещение популяции диких кошек. Возможно, «чистокровные» среднеевропейские дикие кошки могут исчезнуть совсем. Находятся под охраной государства в большинстве регионов обитания.
На Пиренейском полуострове этот подвид широко распространён, встречаются две его формы. Первая — обычная европейская, севернее рек Дуэро и Эбро. Вторая, более крупная, — гигантская иберийская, которую раньше считали другим подвидом: Felis silvestris tartessia.
В своей книге Pleistocene Mammals of Europe (1963) палеонтолог доктор Бьёрн Куртен (Björn Kurtén) писал, что этот подвид (Felis silvestris tartessia) сохранил размеры тех видов, которые жили по всей Европе в эпоху плейстоцена.
Довольно обычны во многих балканских странах. Встречаются на Сицилии и Крите, на Корсике и Сардинии обитают дикие кошки другого подвида — Felis silvestris lybica, либо одичавшая форма домашней кошки, близкая к этому подвиду.